# Annum
Annum er en latinsk betegnelse for år og bruges primært som en tidsenhed betegnet ved bogstavet a.
Systemet Unified Code for Units of Measure skelner mellem forskellige definitioner af et år på følgende måde:
at = a_t = 365,24219 dage for betydningen tropisk år
aj = a_j = 365,25 dage for betydningen juliansk år
ag = a_g = 365,2425 dage for betydningen gregoriansk år
a = 1 aj år (uden yderligere specifikation)

## Præfikser
- ka – kiloannum er tusind år (103 år) (siden) og bruges indenfor geografi, geologi og palæontologi. Hulemenneskers aldre, de seneste istider mm.
- Ma – megaannum er en million år (106 år) (siden) og bruges indenfor astronomi, geologi og palæontologi. Eksempler: Tyrannosaurus levede 67-65 Ma, et kosmisk år er på 225 Ma.
- Ga – gigaannum er en milliard år (109 år) (siden) og bruges indenfor kosmologi og geologi. Eksempler: Big Bang: 13,7 Ga, Jordens dannelse: 4,57 Ga.
- Ta – teraannum er en billion år (1012 år). Røde dværgstjerner forventes at brænde i ca. 1 Ta.
- Pa – petaannum er en billiard år (1015 år). Visse radioaktive isotopers halveringstider som tantal-180m er på 1 Pa.
- Ea – eksaannum er en trillion år (1018 år). Visse radioaktive isotopers halveringstider som wolfram-180 er på 1,8 Ea.